# هتل بزرگ داریوش
هتل بزرگ داریوش، هتل ۵ ستاره‌ای در جزیرهٔ کیش است که با سرمایه‌گذاری حسین ثابت ساخته شده‌است. این هتل، با الهام از معماری هخامنشیان و بنای تخت جمشید ساخته شده‌است. این هتل ۱۶۸ اتاقه با سرمایه‌ای معادل ۱۲۵ میلیون دلار ساخته شده‌است.

## نگارخانه

نمای هوایی هتل داریوش
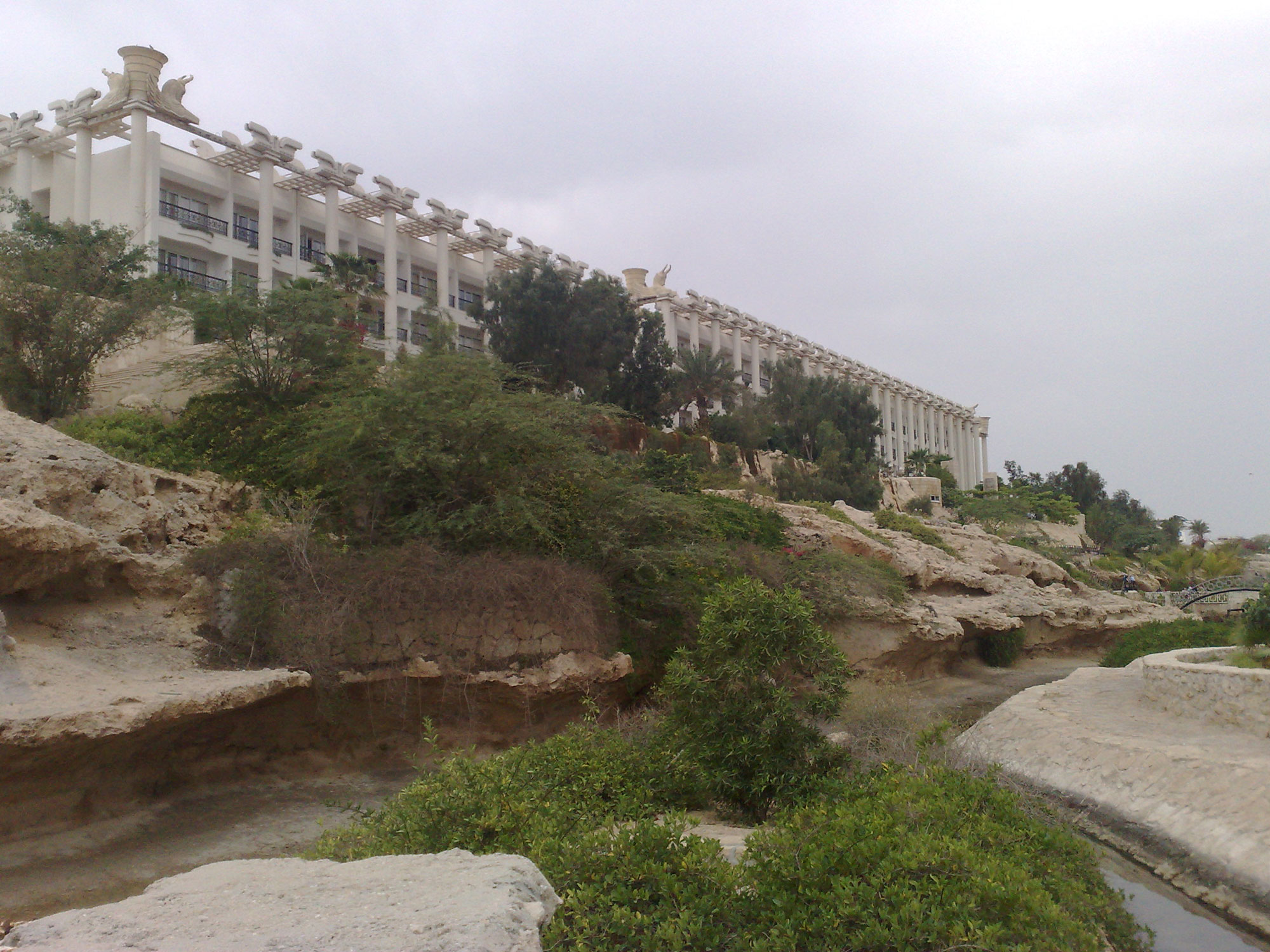
هتل بزرگ داریوش
نمایی از تراس شمالی هتل داریوش
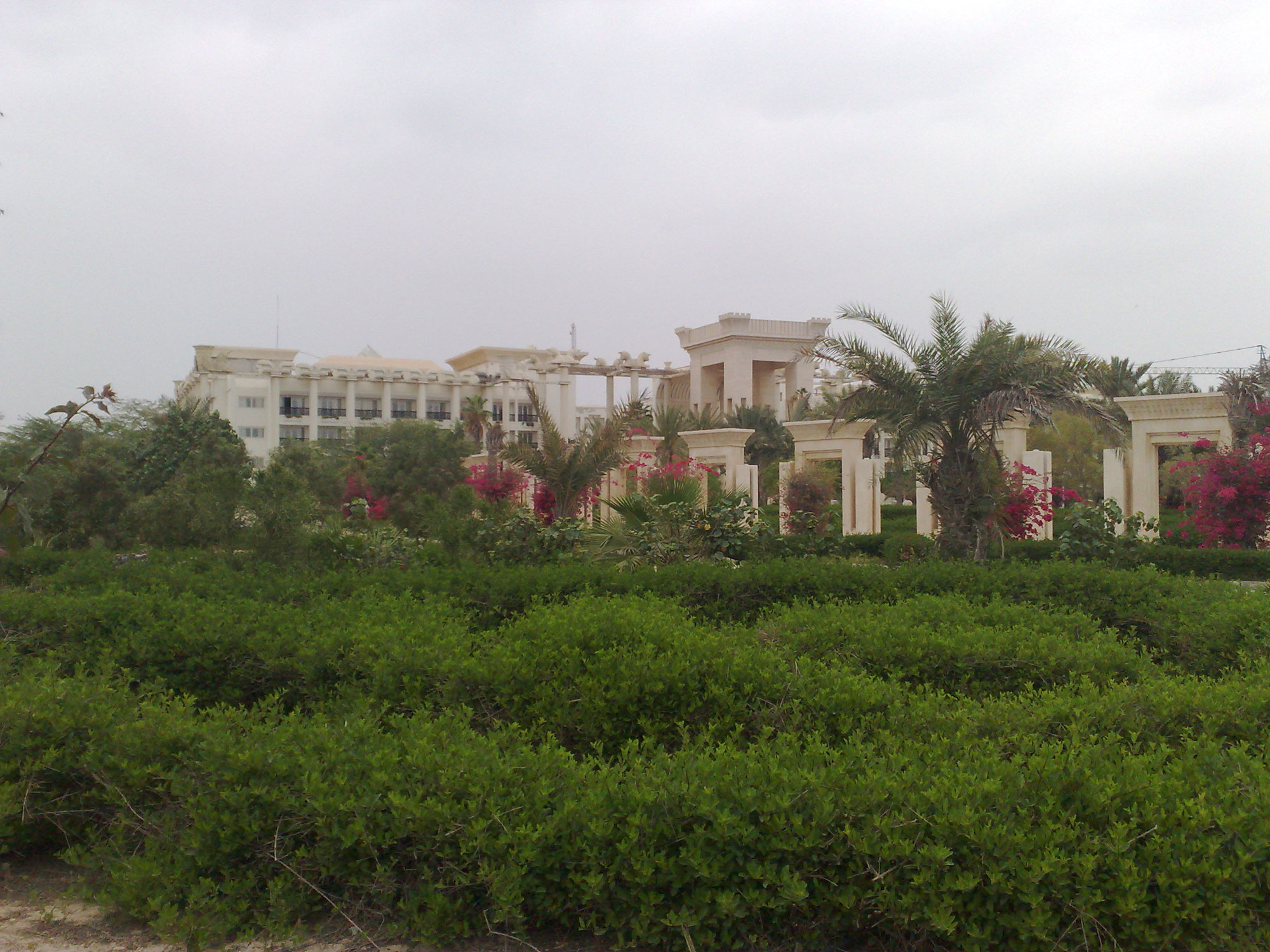
نمایی از فضای بیرونی هتل داریوش
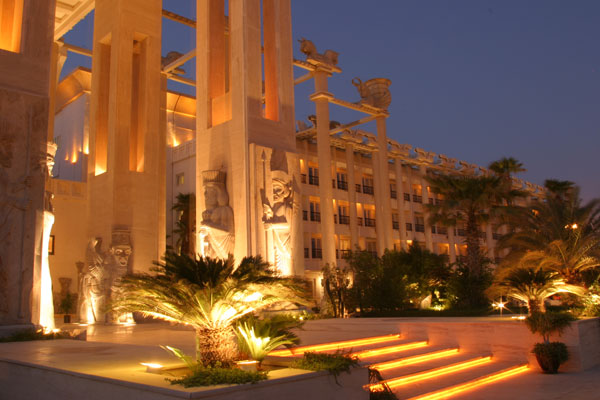
نمایی از هتل داریوش در شب
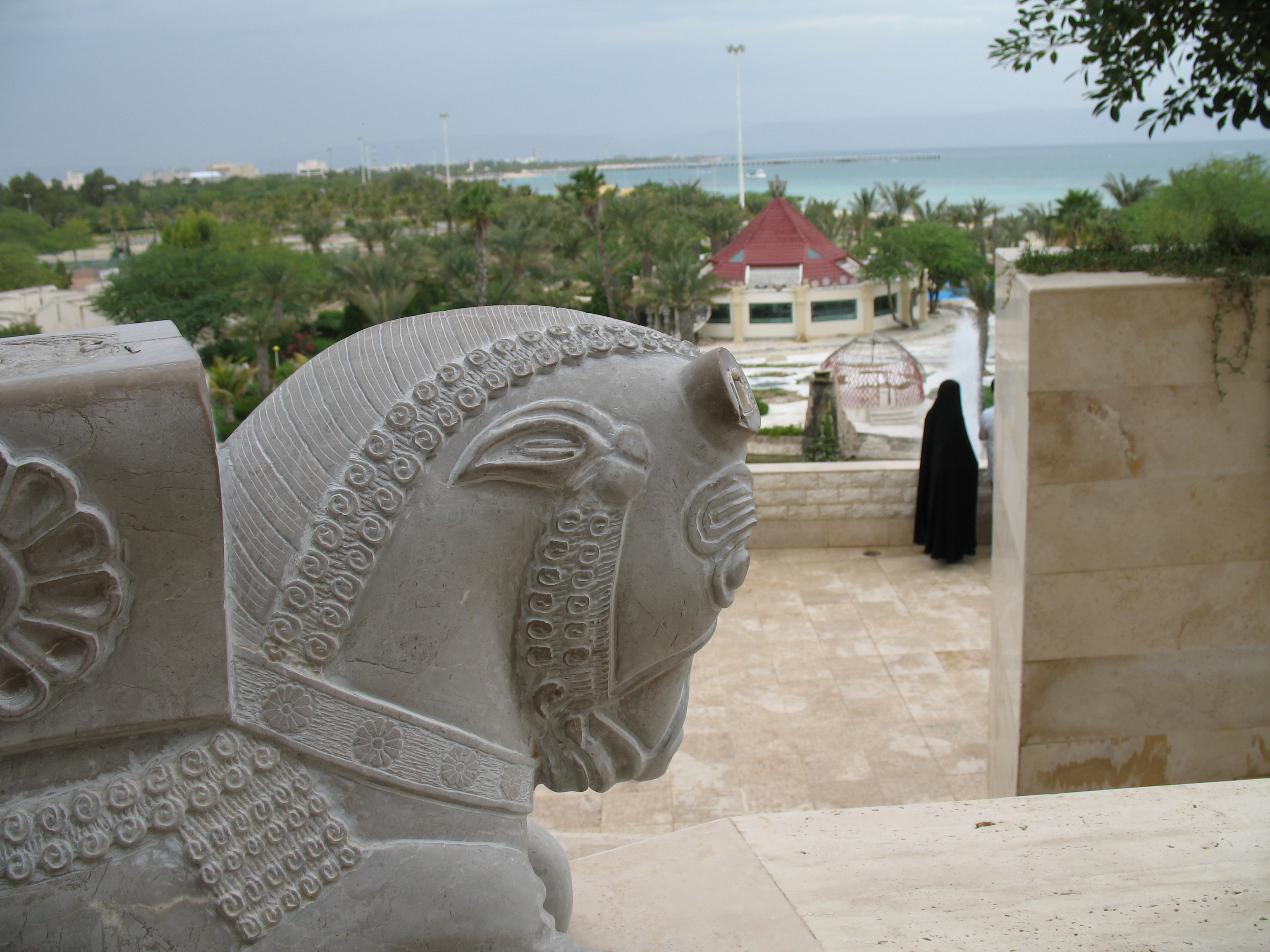
نمایی از هتل داریوش
نگاره‌ای از هتل
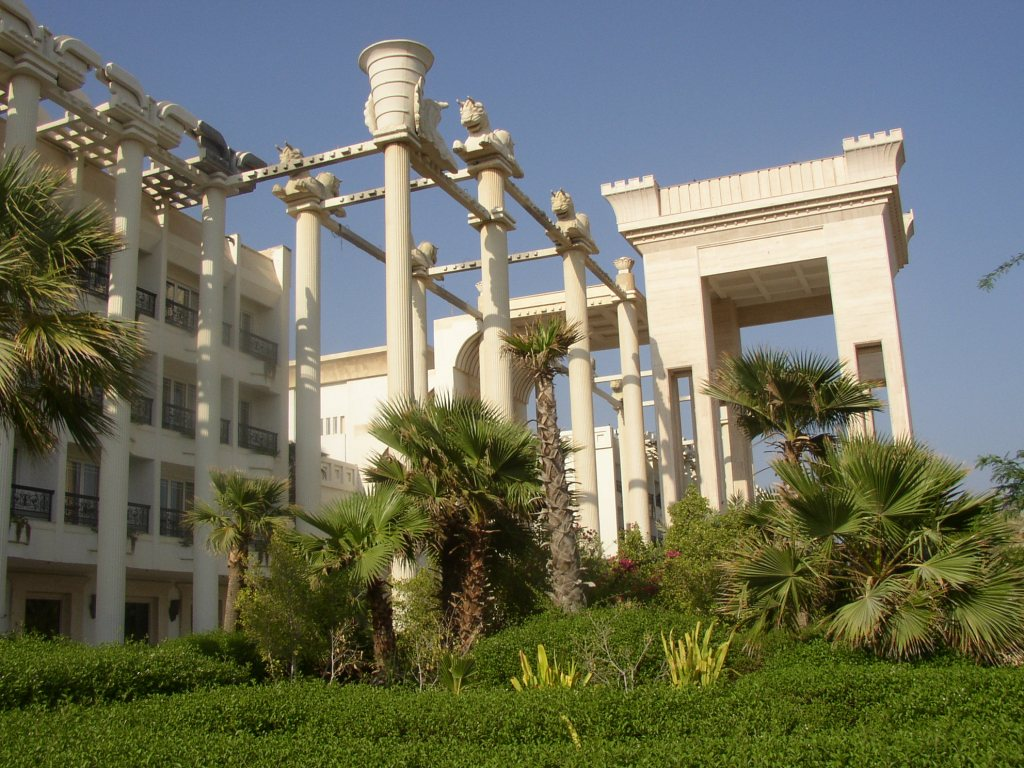
هتل بزرگ داریوش
تصویر در ورودی هتل بزرگ داریوش